# Tursi
Tursi – miejscowość i gmina we Włoszech, w regionie Basilicata, w prowincji Matera. Według danych z 31 grudnia 2016 gminę zamieszkiwało 4989 osób.
Siedziba rzymskokatolickiej diecezji Tursi-Lagonegro.